# San Siro Live
San Siro Live è un album dal vivo del gruppo musicale italiano Negramaro, pubblicato il 21 novembre 2008 dalla Sugar Music.

## Descrizione
Presentato in anteprima il 20 novembre al Teatro degli Arcimboldi, si tratta di un cofanetto CD+DVD che documenta il concerto del 31 maggio 2008 tenuto dalla band salentina allo Stadio Giuseppe Meazza di Milano.
Oltre ai brani live, estratti dal concerto, il cofanetto è arricchito da quattro inediti, tra cui una cover di Meraviglioso di Domenico Modugno, scelto come tema musicale del film di Giovanni Veronesi Italians, e Your Eyes, versione in inglese del brano La finestra realizzata con la collaborazione dei Mattafix. Nel cofanetto sono contenuti anche altri brani, come Solo per te realizzato in versione rock e due versioni dell'inedito Blu cobalto, brano inserito nella colonna sonora dell'omonimo film diretto da Daniele Gangemi.
Il DVD raggruppa immagini inedite del gruppo negli studi di registrazione di Parma e i viaggi intrapresi attraverso l'Europa durante "La Finestra European Tour". L'album è rimasto nelle classifiche italiane degli album più venduti per oltre un anno.

## Tracce

### CD
1. Meraviglioso (Inedito) - 4:03
2. Your Eyes - La finestra (feat. Mattafix) - 4:05
3. Solo per te (versione elettrica) - 3:28
4. Blucobalto (Inedito) - 3:49
5. La distrazione (live) - 4:42
6. Nella mia stanza (live) - 3:45
7. Mentre tutto scorre (live) - 4:26
8. Un passo indietro (live) - 6:31
9. Neanche il mare (live) - 3:14
10. E ruberò per te la luna (live) - 3:35
11. Tu ricordati di me (live) - 3:33
12. Una volta tanto (canzone per me) (live) - 6:55

Tracce bonus
1. Blucobalto (versione acustica) - 8:08
2. Meraviglioso (versione acustica) - 3:52

### DVD
1. Follow Me
2. La distrazione
3. Nella mia stanza
4. Mentre tutto scorre
5. Un passo indietro (feat. Solis String Quartet)
6. Amen (feat. Solis String Quartet)
7. L'immenso
8. La finestra
9. Neanche il mare (feat. Solis String Quartet)
10. Parlami d'amore
11. E ruberò per te la luna
12. Scomoda-mente
13. Quel posto che non c'è (feat. Solis String Quartet)
14. Ogni mio istante (feat. Solis String Quartet)
15. Tu ricordati di me
16. Cade la pioggia (feat. Lorenzo Jova Cherubini)
17. Via le mani dagli occhi
18. Giuliano poi sta male (feat. Mauro Pagani, Antonio Castrignanò e i tamburi del salento)
19. Estate
20. Nuvole e lenzuola
21. Solo per te

## Formazione
- Giuliano Sangiorgi – voce, chitarra, pianoforte
- Emanuele Spedicato – chitarra, bouzouki
- Ermanno Carlà – basso
- Andrea Mariano – pianoforte, Fender Rhodes, organo, sintetizzatore
- Danilo Tasco – batteria
- Andrea "Pupillo" De Rocco – campionatore, organetto, cori

## Classifiche

### Classifiche settimanali
| Classifica (2008) | Posizione massima |
| ----------------- | ----------------- |
| Italia            | 1                 |

### Classifiche di fine anno
| Classifica (2008) | Posizione |
| ----------------- | --------- |
| Italia            | 31        |